# Unity Raceway
Unity Raceway est un circuit de course automobile ovale de 1/3 mille (536 m) situé à Unity, Maine aux États-Unis, à environ 55 km au sud-ouest de Bangor.
En opération depuis 1949, l'endroit a déjà présenté des courses de la série PASS North.

## Vainqueurs PASS North
- 1er juin 2002 Kenny Wright
- 27 juillet 2002 Sam Sessions
- 10 mai 2003 Ben Rowe
- 13 juin 2004 Johnny Clark
- 19 juin 2005 Patrick Laperle
- 10 juillet 2005 Mike Rowe
- 22 octobre 2006 Ben Rowe
- 17 juin 2007 Johnny Clark
- 16 mai 2009 Johnny Clark
- 2 août 2009 Randy Turner
- 20 juin 2010 Johnny Clark